# Gamla Enskede
Gamla Enskede (svédül: Régi Enskede) Stockholm déli részének Söderort egyik városrésze. Enskede-Årsta kerülethez tartozik, Johanneshov, Hammarbyhöjden, Kärrtorp, Enskededalen, Skarpnäcks Gård, Gubbängen, Tallkrogen, Svedmyra, Stureby, Enskedefältet és Enskede Gård városrészekkel határos. 
Az Enskede Gårdhoz tartozó, a Skanstulltól délre egészen Skarpnäck-ig terjedő, földeket  Stockholm városa 1904-ben vásárolta meg, családi házak építése céljából.
Gamla Enskede kiépítése 1908-ban vette kezdetét Per Olof Hallman várostervei alapján, melyben templom és középületek is helyet kaptak. Ez volt Stockholms első önkormányzatilag épített kertvárosa. 
Az eredeti tervek szerint a városrész elsősorban sorházakból állt volna, de ezekből csak a Margaretavägenen állók készültek el, melyek angol mintát követnek. A Handelsvägen környékén többlakásos házak állnak, a földszinten üzletekkel, de Gamla Enskedét, ami túlnyomórészt már az első világháború előtt készen állt, főleg kerházak és családi házak alkotják.
A Dalen negyedet 1977 és 1982 között építették. A területen eredetileg egy hatalmas kórházat terveztek építeni, de ezzel a tervvel leálltak, és inkább lakóépületeket emeltek.
A városrésznek 2003 végén 10 064 lakosa volt. A városrészben találhatók a Sandsborg és Skogskyrkogården metrómegállók.